# 콩 심은 데 콩 나고 팥 심은 데 팥 난다 (콩콩팥팥)
《콩 심은 데 콩 나고 팥 심은 데 팥 난다 (콩콩팥팥)》은 매주 금요일 저녁 8시 40분에 방영중인 리얼 버라이어티 전문 예능 프로그램이다.

## 기획 의도
이광수, 김우빈, 도경수, 김기방의 코믹 다큐 찐친들의 밭캉스

## 출연진
- 이광수
- 김우빈
- 디오 (EXO)
- 김기방

## 게스트
- 임주환 (3회)
- 정수교 (3회)
- 차태현 (5회)
- 조인성(9회)

## 시청률
| 회차 | 방송일    | AGB 시청률     |
| 회차 | 방송일    | 대한민국(전국) |
| ---- | --------- | -------------- |
| 1    | 10월 13일 | 3.2%           |
| 2    | 10월 20일 | 4.1%           |
| 3    | 10월 27일 | 4.4%           |
| 4    | 11월 3일  | 4.1%           |
| 5    | 11월 10일 | 4.1%           |
| 6    | 11월 17일 | 3.8%           |
| 7    | 11월 24일 | 4.8%           |
| 8    | 12월 1일  | 5.0%           |
| 9    | 12월 8일  | %              |